# ジュディ・タイラー
ジュディ・タイラー（Judy Tyler、1947年12月24日 - ）は、アメリカ合衆国の男性向雑誌PLAYBOY誌・1966年1月号のプレイメイト。カリフォルニア州・ロサンゼルス出身。
彼女の中央見開き折込ページ（センターフォールド）は、マリオ・カッシーリ (Mario Casilli) によって撮影された。
タイラーはプレイメイトとして活動した後、PLAYBOY誌の販売に携わった。